# Amian Kouassikro
Amian Kouassikro   est une localité de l'est de la Côte d'Ivoire, et appartenant au département d'Abengourou, Région Indénié-Djuablin. La localité d'Amian Kouassikro est un chef-lieu de commune.